# Ligue 1 (2017/2018)/Wyniki spotkań – runda jesienna

## Runda jesienna (4 sierpnia – 20 grudnia)
Źródło:

### 1. kolejka (4 sierpnia – 6 sierpnia)
| 4 sierpnia 2017 20:45 | AS Monaco · Jemerson 28' · Falcao 58' · Glik 70' | 3:2(1:1)Raport | Toulouse FC · 6' Machach · 53' Delort               | Stadion Ludwika II, Monako Widzów: 13 572 Sędzia: Clément Turpin (Burgundia) |
|                       | kartki: · Moutinho 49'                           |                | kartki: · 25' Sangaré · 30' Machach · 81' Moubandje |                                                                              |

| 5 sierpnia 2017 17:15 | Paris Saint-Germain · Cavani 42' · Pastore 81' | 2:0(1:0)Raport | Amiens SC            | Parc des Princes, Paryż Widzów: 46 898 Sędzia: Mikael Lesage (Dolna Normandia) |
|                       |                                                |                | kartki: · 69' Fofana |                                                                                |

| 5 sierpnia 2017 20:00 | Olympique Lyon · Díaz 23', 61' · Fekir 59' (k.), 90' | 4:0(1:0)Raport | RC Strasbourg                                    | Parc OL, Décines-Charpieu Widzów: 39 177 Sędzia: Ruddy Buquet (Pikardia) |
|                       | kartki: · Díaz 28' · Tousart 43'                     |                | kartki: · 44' da Costa · 64' Salmier · 78' Sacko |                                                                          |

| 5 sierpnia 2017 20:00 | FC Metz · Roux 14'    | 1:3(1:1)Raport | EA Guingamp · 39' (k.) Briand · 71' Blas · 84' Diallo | Stade Municipal Saint-Symphorien, Metz Widzów: 14 595 Sędzia: Jérôme Miguelgorry (Akwitania) |
|                       | kartki: · Biševac 39' |                | kartki: · 41' Phiri · 45' Salibur                     |                                                                                              |

| 5 sierpnia 2017 20:00 | Montpellier HSC · Camara 59'            | 1:0(0:0)Raport | SM Caen             | Stade de la Mosson, Montpellier Widzów: 14 725 Sędzia: Thomas Leonard (Lotaryngia) |
|                       | kartki: · Roussillon 81' · Mbenza 90+1' |                | kartki: · 38' Djiku |                                                                                    |

| 5 sierpnia 2017 20:00 | AS Saint-Étienne · Bamba 4'                    | 1:0(1:0)Raport | OGC Nice            | Stade Geoffroy-Guichard, Saint-Étienne Widzów: 25 879 Sędzia: François Letexier (Bretania) |
|                       | kartki: · Théophile-Catherine 12' · Selnæs 66' |                | kartki: · 70' Dante |                                                                                            |

| 5 sierpnia 2017 20:00 | Troyes · Grandsir 46' | 1:1(0:0)Raport | Stade Rennes · 69' Tell | Stade de l’Aube, Troyes Widzów: 9 968 Sędzia: Karim Abed (Méditerranée) |
|                       | kartki: · Obiang 53'  |                |                         |                                                                         |

| 6 sierpnia 2017 15:00 | Lille OSC · Alonso 48' · de Préville 67' (k.) · El Ghazi 70' | 3:0(0:0)Raport | FC Nantes                                         | Stade Pierre-Mauroy, Villeneuve-d’Ascq Widzów: 30 683 Sędzia: Benoît Millot (Île-de-France) |
|                       | kartki: · Benzia 61' · El Ghazi 71'                          |                | kartki: · 40' Pallois · 58' Nakoulma · 75' Gillet |                                                                                             |

| 6 sierpnia 2017 17:00 | Angers SCO · Fulgini 11' · Guillaume 88'             | 2:2(1:1)Raport | Girondins Bordeaux · 27' Sankharé · 52' Mendy | Stade Raymond-Kopa, Angers Widzów: 11 767 Sędzia: Sébastien Desiage (Rodan-Alpy) |
|                       | kartki: · Capelle 63' · Tait 73' · Toko Ekambi 90+1' |                | kartki: · 86' Kamano · 90' Sankharé           |                                                                                  |

| 6 sierpnia 2017 21:00 | Olympique Marsylia · N’Jie 51', 72' · Thauvin 54' | 3:0(0:0)Raport | Dijon FCO | Oragne Vélodrome, Marsylia Widzów: 50 904 Sędzia: Benoît Bastien (Lotaryngia) |
|                       | kartki: · Gustavo 36'                             |                |           |                                                                               |

### 2. kolejka (11 sierpnia – 13 sierpnia)
| 11 sierpnia 2017 19:00 | OGC Nice · Pléa 63' (k.)           | 1:2(0:0)Raport | Troyes · 53' Niane · 85' Khaoui                       | Allianz Riviera, Nicea Widzów: 24 260 Sędzia: Jérôme Miguelgorry (Akwitania) |
|                        | kartki: · Koziello 64' · Dante 90' |                | kartki: · 62' Samassa · 62' Vizcarrondo · 77' Hérelle |                                                                              |

| 11 sierpnia 2017 20:45 | Stade Rennes · Bourigeaud 86' | 1:2(0:0)Raport | Olympique Lyon · 57' Depay · 74' Díaz          | Roazhon Park, Rennes Widzów: 24 944 Sędzia: Benoît Millot (Île-de-France) |
|                        | kartki: · Bensebaini 15'      |                | kartki: · 9' Marçal · 68' Tousart · 84' Darder |                                                                           |

| 12 sierpnia 2017 17:00 | FC Nantes          | 0:1(0:0)Raport | Olympique Marsylia · 87' Ocampos                     | Stade de la Beaujoire, Nantes Widzów: 33 654 Sędzia: Frank Schneider (Alzacja) |
|                        | kartki: · Lima 15' |                | kartki: · 60' Sanson · 90+3' Rolando · 90+4' Gustavo |                                                                                |

| 12 sierpnia 2017 20:00 | Amiens SC                                        | 0:2(0:1)Raport | Angers SCO · 27' Crivelli · 56' Mangani | Stade de la Licorne, Amiens Widzów: 7 772 Sędzia: Hakim Ben El Hadj (Rodan-Alpy) |
|                        | kartki: · Bodmer 39' · Adenon 42' · Labeau 90+1' |                | kartki: · 11' Crivelli · 69' Guillaume  |                                                                                  |

| 12 sierpnia 2017 20:00 | Girondins Bordeaux · Vada 44' · Sankharé 64' | 2:0(1:0)Raport | FC Metz                                 | Stade Matmut-Atlantique, Bordeaux Widzów: 22 095 Sędzia: Mikael Lesage (Dolna Normandia) |
|                        | kartki: · Sabaly 55'                         |                | kartki: · 31' Roux · 45+2' Assou-Ekotto |                                                                                          |

| 12 sierpnia 2017 20:00 | SM Caen                 | 0:1(0:0)Raport | AS Saint-Étienne · 67' Hamouma    | Stade Michel d’Ornano, Caen Widzów: 17 606 Sędzia: Stéphane Jochem (Paryż) |
|                        | kartki: · Delaplace 78' |                | kartki: · 51' Théophile-Catherine |                                                                            |

| 12 sierpnia 2017 20:00 | Toulouse FC · Durmaz 43' (k.)                                    | 1:0(1:0)Raport | Montpellier HSC                               | Stadium Municipal, Tuluza Widzów: 11 876 Sędzia: Ruddy Buquet (Pikardia) |
|                        | kartki: · Jullien 7' · Machach 34' · Moubandje 53' · Cahuzac 56' |                | kartki: · 12' Camara · 56' Sio · 90+2' Mendes |                                                                          |

| 13 sierpnia 2017 15:00 | RC Strasbourg · Martin 74' · Liénard 82' (k.) · Grimm 88' | 3:0(0:0)Raport | Lille OSC                                        | Stade de la Meinau, Strasburg Widzów: 25 591 Sędzia: Johan Hamel (Langwedocja-Roussillon) |
|                        | kartki: · Corgnet 63'                                     |                | kartki: · 33' Ballo-Touré · 63' Maignan · 81' Ié |                                                                                           |

| 13 sierpnia 2017 17:00 | Dijon FCO · Saïd 43' | 1:4(1:3)Raport | AS Monaco · 3', 37', 51' Falcao · 25' Jemerson | Stade Gaston Gérard, Dijon Widzów: 14 295 Sędzia: Tony Chapron (Rodan-Alpy) |
|                        |                      |                | kartki: · 62' Moutinho · 66' Sidibé            |                                                                             |

| 13 sierpnia 2017 21:00 | EA Guingamp                     | 0:3(0:0)Raport | Paris Saint-Germain · 52' (sam.) Ikoko · 62' Cavani · 82' Neymar | Stade du Roudourou, Guingamp Widzów: 18 378 Sędzia: Antony Gautier (Nord-Pas-de-Calais) |
|                        | kartki: · Ikoko 11' · Deaux 77' |                | kartki: · 32' Motta · 67' Verratti                               |                                                                                         |

### 3. kolejka (18 sierpnia – 20 sierpnia)
| 18 sierpnia 2017 20:45 | FC Metz                              | 0:1(0:0)Raport | AS Monaco · 78' Falcao | Stade Municipal Saint-Symphorien, Metz Widzów: 18 136 Sędzia: François Letexier (Bretania) |
|                        | kartki: · Poblete 21' · Rivierez 64' |                | kartki: · 37' Jorge    |                                                                                            |

| 19 sierpnia 2017 17:00 | Olympique Lyon · Fekir 10' · Tete 23' · Traoré 75' | 3:3(2:1)Raport | Girondins Bordeaux · 41', 90+1' Malcom · 88' Lerager | Parc OL, Décines-Charpieu Widzów: 42 073 Sędzia: Clément Turpin (Burgundia) |
|                        | kartki: · Darder 33', 36' · Traoré 39' · Morel 82' |                | kartki: · 59' Lerager · 64' Cafu                     |                                                                             |

| 19 sierpnia 2017 20:00 | Montpellier HSC · Congré 72'     | 1:1(0:1)Raport | RC Strasbourg · 24' Saadi                        | Stade de la Mosson, Montpellier Widzów: 12 585 Sędzia: Hakim Ben El Hadj (Rodan-Alpy) |
|                        | kartki: · Píriz 37' · Congré 41' |                | kartki: · 27' Salmier · 37' Martin · 39' Corgnet |                                                                                       |

| 19 sierpnia 2017 20:00 | OGC Nice · Pléa 45' · Walter 47' | 2:0(1:0)Raport | EA Guingamp         | Allianz Riviera, Nicea Widzów: 21 070 Sędzia: Benoît Millot (Île-de-France) |
|                        | kartki: · Dante 74' · Jallet 83' |                | kartki: · 68' Didot |                                                                             |

| 19 sierpnia 2017 20:00 | Stade Rennes · Mubele 14', 46'    | 2:2(1:0)Raport | Dijon FCO · 50' Kwon · 90+2' Tavares                             | Roazhon Park, Rennes Widzów: 16 888 Sędzia: Thomas Leonard (Lotaryngia) |
|                        | kartki: · André 69' · Mexer 90+1' |                | kartki: · 32' Yambéré · 66' Chafik · 87' Tavares · 90+3' Haddadi |                                                                         |

| 19 sierpnia 2017 20:00 | AS Saint-Étienne · Bamba 13' (k.) · Dabo 40' (k.), 66' | 3:0(2:0)Raport | Amiens SC                           | Stade Geoffroy-Guichard, Saint-Étienne Widzów: 30 004 Sędzia: Jérôme Brisard (Maine) |
|                        | kartki: · Janko 44' · Dabo 67'                         |                | kartki: · 39' Gurtner · 82' Dibassy |                                                                                      |

| 19 sierpnia 2017 20:00 | Troyes                | 0:1(0:0)Raport | FC Nantes · 81' Sala  | Stade de l’Aube, Troyes Widzów: 11 035 Sędzia: Sébastien Desiage (Rodan-Alpy) |
|                        | kartki: · Darbion 79' |                | kartki: · 34' Awaziem |                                                                               |

| 20 sierpnia 2017 15:00 | Lille OSC                       | 0:2(0:1)Raport | SM Caen · 5' Da Silva · 69' Santini   | Stade Pierre-Mauroy, Villeneuve-d’Ascq Widzów: 28 740 Sędzia: Karim Abed (Méditerranée) |
|                        | kartki: · Pépé 64' · Amadou 65' |                | kartki: · 37' Da Silva · 79' Guilbert |                                                                                         |

| 20 sierpnia 2017 17:00 | Olympique Marsylia · N’Jie 17'                                    | 1:1(1:0)Raport | Angers SCO · 70' Toko Ekambi            | Orange Vélodrome, Marsylia Widzów: 51 966 Sędzia: Jérôme Miguelgorry (Akwitania) |
|                        | kartki: · Thauvin 14' · Amavi 62' · Germain 90+2' · Ocampos 90+4' |                | kartki: · 27' Santamaria · 68' Pavlović |                                                                                  |

| 20 sierpnia 2017 21:00 | Paris Saint-Germain · Neymar 31', 90' · Rabiot 35' · Cavani 75' (k.) · Pastore 82' · Kurzawa 84' | 6:2(2:1)Raport | Toulouse FC · 18' Gradel · 78' Jullien                  | Parc des Princes, Paryż Widzów: 47 221 Sędzia: Amaury Delerue (Akwitania) |
|                        | kartki: · Verratti 37', 69'                                                                      |                | kartki: · 54' Diop · 67' Blin · 81' Michelin · 90' Jean |                                                                           |

### 4. kolejka (25 sierpnia – 27 sierpnia)
| 25 sierpnia 2017 20:45 | Paris Saint-Germain · Cavani 20' (k.), 89' · Motta 51' | 3:0(1:0)Raport | AS Saint-Étienne                                            | Parc des Princes, Paryż Widzów: 46 957 Sędzia: Clément Turpin (Burgundia) |
|                        | kartki: · Meunier 39' · Kimpembe 45+1'                 |                | kartki: · 19' Janko · 50' Théophile-Catherine · 86' Tannane |                                                                           |

| 26 sierpnia 2017 17:15 | FC Nantes             | 0:0Raport | Olympique Lyon     | Stade de la Beaujoire, Nantes Widzów: 30 718 Sędzia: Antony Gautier (Nord-Pas-de-Calais) |
|                        | kartki: · Girotto 31' |           | kartki: · 68' Tete |                                                                                          |

| 26 sierpnia 2017 20:00 | Amiens SC · Kakuta 14' · Konaté 28', 88'              | 3:0(2:0)Raport | OGC Nice                                      | Stade de la Licorne, Amiens Widzów: 7 922 Sędzia: Johan Hamel (Langwedocja-Roussillon) |
|                        | kartki: · Ielsch 42' · Monconduit 57' · Dibassy 90+2' |                | kartki: · 48' Pléa · 54' Cardinale · 67' Sarr |                                                                                        |

| 26 sierpnia 2017 20:00 | Girondins Bordeaux · Kamano 10' · Sankharé 48' | 2:1(1:0)Raport | Troyes · 52' Darbion  | Stade Matmut-Atlantique, Bordeaux Widzów: 19 002 Sędzia: Tony Chapron (Rodan-Alpy) |
|                        |                                                |                | kartki: · 81' Dingomé |                                                                                    |

| 26 sierpnia 2017 20:00 | SM Caen · Rodelin 50'                      | 1:0(0:0)Raport | FC Metz                              | Stade Michel d’Ornano, Caen Widzów: 15 697 Sędzia: Jérôme Brisard (Maine) |
|                        | kartki: · Aït Bennasser 60' · Da Silva 66' |                | kartki: · 32' Nguette · 90+1' Mollet |                                                                           |

| 26 sierpnia 2017 20:00 | Dijon FCO · Jeannot 45+1', 62'  | 2:1(1:0)Raport | Montpellier HSC · 49' Sio      | Stade Gaston Gérard, Dijon Widzów: 10 902 Sędzia: Stéphane Jochem (Paryż) |
|                        | kartki: · Jeannot 4' · Saïd 43' |                | kartki: · 7' Píriz · 18' Lasne |                                                                           |

| 26 sierpnia 2017 20:00 | Toulouse FC · Durmaz 35' (k.), 71' (k.) · Diop 58'        | 3:2(1:1)Raport | Stade Rennes · 7' Mubele · 65' Sarr                                          | Stadium Municipal, Tuluza Widzów: 10 651 Sędzia: Frank Schneider (Alzacja) |
|                        | kartki: · Diop 8' · Cahuzac 36' · Durmaz 43' · Delort 52' |                | kartki: · 25', 70' Amalfitano · 26' Mubele · 41' Bourigeaud · 87' Bensebaini |                                                                            |

| 27 sierpnia 2017 15:00 | EA Guingamp · Diallo 63' · Briand 87' | 2:0(0:0)Raport | RC Strasbourg                       | Stade du Roudourou, Guingamp Widzów: 13 061 Sędzia: Mikael Lesage (Dolna Normandia) |
|                        | kartki: · Coco 19'                    |                | kartki: · 29' Mangane · 39' Terrier |                                                                                     |

| 27 sierpnia 2017 17:00 | Angers SCO · Coulibaly 61'          | 1:1(0:0)Raport | Lille OSC · 68' de Préville                                             | Stade Raymond-Kopa, Angers Widzów: 10 284 Sędzia: Nicolas Rainville (Langwedocja-Roussillon) |
|                        | kartki: · Pavlović 21' · Andreu 52' |                | kartki: · 16' Pépé · 23' Araujo · 44' El Ghazi · 51' Amadou · 80' Ponce |                                                                                              |

| 27 sierpnia 2017 21:00 | AS Monaco · Glik 2' · Falcao 20' (k.), 34' · Diakhaby 45' · Sidibé 68' · Fabinho 79' (k.) | 6:1(4:0)Raport | Olympique Marsylia · 74' Cabella                | Stadion Ludwika II, Monako Widzów: 16 353 Sędzia: Ruddy Buquet (Pikardia) |
|                        | kartki: · Glik 28' · Fabinho 56'                                                          |                | kartki: · 4' Sanson · 34' Gustavo · 43' Hubočan |                                                                           |

### 5. kolejka (8 września – 10 września)
| 8 września 2017 19:00 | Lille OSC                                           | 0:0Raport | Girondins Bordeaux                                          | Stade Pierre-Mauroy, Villeneuve-d’Ascq Widzów: 27 464 Sędzia: François Letexier (Bretania) |
|                       | kartki: · Maia 15', 32' · Benzia 36' · Bissouma 83' |           | kartki: · 5' Otávio · 44' Jovanović · 64' Kamano · 74' Vada |                                                                                            |

| 8 września 2017 20:45 | FC Metz · Rivière 37'      | 1:5(1:1)Raport | Paris Saint-Germain · 31', 75' Cavani · 59' Mbappé · 69' Neymar · 88' Lucas | Stade Municipal Saint-Symphorien, Metz Widzów: 25 015 Sędzia: Sébastien Desiage (Rodan-Alpy) |
|                       | kartki: · Assou-Ekotto 56' |                | kartki: · 41' Draxler                                                       |                                                                                              |

| 9 września 2017 17:00 | OGC Nice · Balotelli 6' (k.), 60' · Pléa 18' · Ganago 85' | 4:0(2:0)Raport | AS Monaco                       | Allianz Riviera, Nicea Widzów: 28 995 Sędzia: Clément Turpin (Burgundia) |
|                       | kartki: · Jallet 11' · Balotelli 69'                      |                | kartki: · 5' Sidibé · 14' Jorge |                                                                          |

| 9 września 2017 20:00 | SM Caen · Santini 5' (k.) · Yambéré 81' (sam.) | 2:1(1:1)Raport | Dijon FCO · 38' Marié                 | Stade Michel d’Ornano, Caen Widzów: 15 328 Sędzia: Thomas Leonard (Lotaryngia) |
|                       | kartki: · Bessat 65' · Mbengue 79'             |                | kartki: · 4' Yambéré · 67' Djilobodji |                                                                                |

| 9 września 2017 20:00 | Montpellier HSC                 | 0:1(0:0)Raport | FC Nantes · 76' Diego Carlos   | Stade de la Mosson, Montpellier Widzów: 10 298 Sędzia: Jérôme Miguelgorry (Akwitania) |
|                       | kartki: · Mukiele 33' · Sio 84' |                | kartki: · 42' Sala · 69' Gandi |                                                                                       |

| 9 września 2017 20:00 | RC Strasbourg                          | 0:1(0:1)Raport | Amiens SC · 13' Kakuta                               | Stade de la Meinau, Strasburg Widzów: 23 424 Sędzia: Jérôme Brisard (Maine) |
|                       | kartki: · da Costa 62' · Lala 76', 78' |                | kartki: · 6' Monconduit · 17' Ngosso · 61' El Hajjam |                                                                             |

| 9 września 2017 20:00 | Troyes                           | 0:0Raport | Toulouse FC                                  | Stade de l’Aube, Troyes Widzów: 10 060 Sędzia: Hakim Ben El Hadj (Rodan-Alpy) |
|                       | kartki: · Traoré 19' · Niane 48' |           | kartki: · 7' Delort · 17' Durmaz · 18' Amian |                                                                               |

| 10 września 2017 15:00 | AS Saint-Étienne · Cabella 1'                           | 1:1(1:1)Raport | Angers SCO · 9' (k.) Mangani                        | Stade Geoffroy-Guichard, Saint-Étienne Widzów: 29 740 Sędzia: Karim Abed (Méditerranée) |
|                        | kartki: · Pierre-Gabriel 8' · Pajot 34', 49' · Dabo 62' |                | kartki: · 5' Santamaria · 11' Andreu · 83' Crivelli |                                                                                         |

| 10 września 2017 17:00 | Olympique Lyon · Díaz 19' · Fekir 72'       | 2:1(1:0)Raport | EA Guingamp · 71' Thuram         | Parc OL, Décines-Charpieu Widzów: 36 697 Sędzia: Benoît Millot (Île-de-France) |
|                        | kartki: · Martins Pereira 28' · Marcelo 88' |                | kartki: · 32' Rebocho · 82' Blas |                                                                                |

| 10 września 2017 21:00 | Olympique Marsylia · Sanson 87'                                                       | 1:3(0:2)Raport | Stade Rennes · 2' Khazri · 10' Bourigeaud · 70' Gnagnon | Orange Vélodrome, Marsylia Widzów: 40 343 Sędzia: Antony Gautier (Nord-Pas-de-Calais) |
|                        | kartki: · Sanson 15' · Evra 27' · Rami 29' · Abdennour 61' · Sertic 88' · Rolando 90' |                | kartki: · 84' André                                     |                                                                                       |

### 6. kolejka (15 września – 17 września)
| 15 września 2017 20:45 | Toulouse FC                                 | 0:1(0:0)Raport | Girondins Bordeaux · 69' Malcom | Stadium Municipal, Tuluza Widzów: 13 616 Sędzia: Clément Turpin (Burgundia) |
|                        | kartki: · Durmaz 10' · Diop 62' · Sylla 86' |                | kartki: · 85' Sabaly            |                                                                             |

| 16 września 2017 17:00 | AS Monaco · Lopes 44' · Falcao 51', 67' | 3:0(1:0)Raport | RC Strasbourg                     | Stadion Ludwika II, Monako Widzów: 8 310 Sędzia: Johan Hamel (Langwedocja-Roussillon) |
|                        | kartki: · Sidibé 73' · Jorge 84'        |                | kartki: · 1' Martin · 63' Mangane |                                                                                       |

| 16 września 2017 20:00 | Dijon FCO                                   | 0:1(0:0)Raport | AS Saint-Étienne · 49' (k.) Bamba           | Stade Gaston Gérard, Dijon Widzów: 13 820 Sędzia: Benoît Bastien (Lotaryngia) |
|                        | kartki: · Chafik 48' · Marié 57' · Xeka 79' |                | kartki: · 55' Selnæs · 65' Maïga · 76' Dabo |                                                                               |

| 16 września 2017 20:00 | EA Guingamp · Didot 90+3' | 1:0(0:0)Raport | Lille OSC            | Stade du Roudourou, Guingamp Widzów: 11 901 Sędzia: Jérôme Brisard (Maine) |
|                        | kartki: · Deaux 87'       |                | kartki: · 56' Benzia |                                                                            |

| 16 września 2017 20:00 | FC Nantes · Girotto 73' | 1:0(0:0)Raport | SM Caen                                 | Stade de la Beaujoire, Nantes Widzów: 20 245 Sędzia: Olivier Thual (Akwitania) |
|                        |                         |                | kartki: · 26' Repas · 87' Aït Bennasser |                                                                                |

| 16 września 2017 20:00 | Troyes                                                                      | 0:1(0:1)Raport | Montpellier HSC · 32' Mendes                    | Stade de l’Aube, Troyes Widzów: 11 970 Sędzia: Amaury Delerue (Akwitania) |
|                        | kartki: · Azamoum 40' · Grandsir 71' · Vizcarrondo 76', 90+5' · Hérelle 87' |                | kartki: · 19' Sambia · 79' Mendes · 81' Lecomte |                                                                           |

| 17 września 2017 15:00 | Amiens SC                           | 0:2(0:0)Raport | Olympique Marsylia · 53', 55' N’Jie                    | Stade de la Licorne, Amiens Widzów: 11 698 Sędzia: Mikael Lesage (Dolna Normandia) |
|                        | kartki: · El Hajjam 4' · Gouano 14' |                | kartki: · 32' Gustavo · 40' N’Jie · 81' Zambo Anguissa |                                                                                    |

| 17 września 2017 17:00 | Angers SCO              | 0:1(0:0)Raport | FC Metz · 55' Roux                               | Stade Raymond-Kopa, Angers Widzów: 9 163 Sędzia: Stéphane Jochem (Paryż) |
|                        | kartki: · Mangani 90+2' |                | kartki: · 62' Philipps · 77' Balliu · 90+4' Cafú |                                                                          |

| 17 września 2017 17:00 | Stade Rennes        | 0:1(0:0)Raport | OGC Nice · 79' Balotelli                                                               | Roazhon Park, Rennes Widzów: 24 892 Sędzia: Nicolas Rainville (Langwedocja-Roussillon) |
|                        | kartki: · Prcić 35' |                | kartki: · 45+2' Saint-Maximin · 49' Jallet · 69' Seri · 85' Lees Melou · 90+3' Souquet |                                                                                        |

| 17 sierpnia 2017 21:00 | Paris Saint-Germain · Marcelo 75' (sam.) · Morel 86' (sam.) | 2:0(0:0)Raport | Olympique Lyon                  | Parc des Princes, Paryż Widzów: 47 191 Sędzia: Ruddy Buquet (Pikardia) |
|                        | kartki: · Silva 45' · Neymar 76' · Motta 81'                |                | kartki: · 55' Fekir · 79' Mendy |                                                                        |

### 7. kolejka (22 września – 24 września)
| 22 września 2017 19:00 | OGC Nice · Balotelli 39' (k.) · Traoré 76' (sam.)                       | 2:2(1:2)Raport | Angers SCO · 13' Pavlović · 34' Toko Ekambi | Allianz Riviera, Nicea Widzów: 18 023 Sędzia: François Letexier (Bretania) |
|                        | kartki: · Le Marchand 47' · Balotelli 62' · Cardinale 72' · Dante 90+1' |                | kartki: · 40' Tahrat · 75' Pavlović         |                                                                            |

| 22 września 2017 20:45 | Lille OSC           | 0:4(0:2)Raport | AS Monaco · 24' Jovetić · 30' Ghezzal · 49', 74' (k.) Falcao | Stade Pierre-Mauroy, Villeneuve-d’Ascq Widzów: 34 146 Sędzia: Frank Schneider (Alzacja) |
|                        | kartki: · Ponce 88' |                | kartki: · 61' Ghezzal · 70' Jemerson                         |                                                                                         |

| 23 września 2017 17:00 | Montpellier HSC                  | 0:0Raport | Paris Saint-Germain                        | Stade de la Mosson, Montpellier Widzów: 20 975 Sędzia: Clément Turpin (Burgundia) |
|                        | kartki: · Ninga 31' · Mendes 41' |           | kartki: · 12' Marquinhos · 75' Lucas Moura |                                                                                   |

| 23 września 2017 20:00 | Girondins Bordeaux · Kamano 31' · Mendy 75' · Cafu 90+2'         | 3:1(1:0)Raport | EA Guingamp · 46' Salibur         | Stade Matmut-Atlantique, Bordeaux Widzów: 20 603 Sędzia: Benoît Bastien (Lotaryngia) |
|                        | kartki: · Toulalan 2' · Pellenard 35' · Malcom 42' · Lerager 44' |                | kartki: · 19' Ikoko · 40' Kerbrat |                                                                                      |

| 23 września 2017 20:00 | SM Caen · Santini 54' (k.) | 1:0(0:0)Raport | Amiens SC                             | Stade Michel d’Ornano, Caen Widzów: 16 212 Sędzia: Hakim Ben El Hadj (Rodan-Alpy) |
|                        | kartki: · Delaplace 59'    |                | kartki: · 57' Konaté · 73' Monconduit |                                                                                   |

| 23 września 2017 20:00 | Olympique Lyon · Fekir 20' · Aouar 60' · Díaz 63' (k.) | 3:3(1:1)Raport | Dijon FCO · 24' (k.) Sliti · 52' Xeka · 66' Yambéré                        | Parc OL, Décines-Charpieu Widzów: 33 600 Sędzia: Antony Gautier (Nord-Pas-de-Calais) |
|                        | kartki: · Ndombele 58'                                 |                | kartki: · 3' Yambéré · 40' Amalfitano · 59' Reynet · 75' Rosier · 89' Saïd |                                                                                      |

| 23 września 2017 20:00 | FC Metz                                          | 0:1(0:0)Raport | Troyes · 90+1' Grandsir                   | Stade Municipal Saint-Symphorien, Metz Widzów: 15 491 Sędzia: Karim Abed (Méditerranée) |
|                        | kartki: · Balliu 28' · Philipps 42' · Mollet 87' |                | kartki: · 6', 67' Deplagne · 63' Giraudon |                                                                                         |

| 24 września 2017 15:00 | AS Saint-Étienne · Silva 45+2' · Bamba 70' (k.)                          | 2:2(1:1)Raport | Stade Rennes · 41' Bourigeaud · 54' (k.) Khazri   | Stade Geoffroy-Guichard, Saint-Étienne Widzów: 31 043 Sędzia: Jérôme Miguelgorry (Akwitania) |
|                        | kartki: · Dioussé 3' · Théophile-Catherine 31' · Janko 34' · Silva 90+4' |                | kartki: · 59' Amalfitano · 69' André · 75' Traoré |                                                                                              |

| 23 września 2017 17:00 | RC Strasbourg · da Costa 10' | 1:2(1:2)Raport | FC Nantes · 13' Thomasson · 24' Dubois | Stade de la Meinau, Strasburg Widzów: 23 408 Sędzia: Sébastien Desiage (Rodan-Alpy) |
|                        | kartki: · Seka 47'           |                | kartki: · 40' Girotto                  |                                                                                     |

| 23 września 2017 21:00 | Olympique Marsylia · Thauvin 32' · Ocampos 61' | 2:0(1:0)Raport | Toulouse FC | Orange Vélodrome, Marsylia Widzów: 39 501 Sędzia: Benoît Millot (Île-de-France) |
|                        | kartki: · Gustavo 24' · Zambo Anguissa 84'     |                |             |                                                                                 |

### 8. kolejka (29 września – 1 października, 20 listopada)
| 29 września 2017 20:45 | AS Monaco · Falcao 38'                           | 1:1(1:0)Raport | Montpellier HSC · 90+2' Camara | Stadion Ludwika II, Monako Widzów: 7 053 Sędzia: Tony Chapron (Rodan-Alpy) |
|                        | kartki: · Fabinho 36' · Jemerson 53' · Touré 55' |                | kartki: · 18' Skhiri           |                                                                            |

| 30 września 2017 17:00 | Paris Saint-Germain · Neymar 5', 40' (k.) · Cavani 12' · Meunier 21' · Draxler 45' · Mbappé 58' | 6:2(5:1)Raport | Girondins Bordeaux · 31' Sankharé · 90' (k.) Malcom | Parc des Princes, Paryż Widzów: 47 537 Sędzia: François Letexier (Bretania) |
|                        | kartki: · Meunier 45+1'                                                                         |                | kartki: · 39' Jovanović · 64' Sankharé              |                                                                             |

| 30 września 2017 20:00 | Dijon FCO · Kwon 78'  | 1:1(0:0)Raport | RC Strasbourg · 90+2' Terrier      | Stade Gaston Gérard, Dijon Widzów: 11 577 Sędzia: Olivier Thual (Akwitania) |
|                        | kartki: · Yambéré 85' |                | kartki: · 57' Liénard · 90' Aholou |                                                                             |

| 30 września 2017 20:00 | EA Guingamp · Thuram 2' | 1:1(1:1)Raport | Toulouse FC · 40' Somália         | Stade du Roudourou, Guingamp Widzów: 13 196 Sędzia: Ruddy Buquet (Pikardia) |
|                        | kartki: · Deaux 63'     |                | kartki: · 45' Jullien · 60' Sylla |                                                                             |

| 30 września 2017 20:00 | FC Nantes · Sala 3'                | 1:0(1:0)Raport | FC Metz                                                     | Stade de la Beaujoire, Nantes Widzów: 22 104 Sędzia: Johan Hamel (Langwedocja-Roussillon) |
|                        | kartki: · Lima 90' · Girotto 90+3' |                | kartki: · 47', 52' Assou-Ekotto · 65' Cohade · 90+6' Balliu |                                                                                           |

| 30 września 2017 20:00 | Stade Rennes                                                         | 0:1(0:1)Raport | SM Caen · 34' (sam.) Bensebaini | Roazhon Park, Rennes Widzów: 18 689 Sędzia: Amaury Delerue (Akwitania) |
|                        | kartki: · Bensebaini 1' · Traoré 24' · Khazri 45+1' · Bourigeaud 75' |                | kartki: · 21' Santini           |                                                                        |

| 1 października 2017 15:00 | Troyes · Pelé 40' · Khaoui 57'                                 | 2:1(1:0)Raport | AS Saint-Étienne · 53' Hernani      | Stade de l’Aube, Troyes Widzów: 11 823 Sędzia: Nicolas Rainville (Langwedocja-Roussillon) |
|                           | kartki: · Azamoum 34' · Dingomé 74' · Bellugou 85' · Niane 89' |                | kartki: · 78' Cabella · 84' Hernani |                                                                                           |

| 1 października 2017 17:00 | Angers SCO · Rafael 30' (sam.) · Toko Ekambi 58' · Traoré 67' | 3:3(1:3)Raport | Olympique Lyon · 5' Díaz · 38' Diakhaby · 42' Depay   | Stade Raymond-Kopa, Angers Widzów: 11 432 Sędzia: Mikael Lesage (Dolna Normandia) |
|                           | kartki: · Thomas 59' · Santamaria 67'                         |                | kartki: · 50', 50' Marcelo · 64' Rafael · 90+2' Ferri |                                                                                   |

| 1 października 2017 21:00 | OGC Nice · Balotelli 4' · Seri 16'  | 2:4(2:3)Raport | Olympique Marsylia · 26', 44' Ocampos · 41' (sam.) Lees Melou · 48' Gustavo | Allianz Riviera, Nicea Widzów: 32 702 Sędzia: Benoît Bastien (Lotaryngia) |
|                           | kartki: · Lees Melou 32' · Pléa 50' |                | kartki: · 36' Payet · 61' Amavi · 66' Gustavo · 88' Ocampos                 |                                                                           |

| 20 listopada 2017 19:00 | Amiens SC · Manzala 36', 47' · Konaté 85'      | 3:0(1:0)Raport | Lille OSC                              | Stade de la Licorne, Amiens Widzów: 9 015 Sędzia: Mikael Lesage (Dolna Normandia) |
|                         | kartki: · Ielsch 60' · Adenon 64' · Ngosso 78' |                | kartki: · 21' Amadou · 78' Ballo-Touré |                                                                                   |

### 9. kolejka (13 października – 15 października)
| 13 października 2017 20:45 | Olympique Lyon · Díaz 11' · Fekir 23', 90+5'                     | 3:2(2:2)Raport | AS Monaco · 17' Lopes · 34' Traoré | Parc OL, Décines-Charpieu Widzów: 43 295 Sędzia: Benoît Bastien (Lotaryngia) |
|                            | kartki: · Fekir 45' · Yanga-Mbiwa 48' · Lopes 52' · Diakhaby 68' |                | kartki: · 55' Traoré               |                                                                              |

| 14 października 2017 17:00 | Dijon FCO · Jeannot 87'                                    | 1:2(0:0)Raport | Paris Saint-Germain · 71', 90+2' Meunier                     | Stade Gaston Gérard, Dijon Widzów: 15 160 Sędzia: Jérôme Miguelgorry (Akwitania) |
|                            | kartki: · Sliti 42' · Rosier 50' · Marié 77' · Jeannot 87' |                | kartki: · 40' Neymar · 48' Kimpembe · 52' Alves · 75' Rabiot |                                                                                  |

| 14 października 2017 20:00 | SM Caen               | 0:2(0:0)Raport | Angers SCO · 49' Toko Ekambi · 59' Fulgini                      | Stade Michel d’Ornano, Caen Widzów: 16 736 Sędzia: Benoît Millot (Île-de-France) |
|                            | kartki: · Peeters 60' |                | kartki: · 14' Tahrat · 32' Tait · 58' Toko Ekambi · 75' Fulgini |                                                                                  |

| 14 października 2017 20:00 | EA Guingamp · Diallo 57' · Briand 89'            | 2:0(0:0)Raport | Stade Rennes                                                                          | Stade du Roudourou, Guingamp Widzów: 15 902 Sędzia: Frank Schneider (Alzacja) |
|                            | kartki: · Diallo 17' · Benezet 38' · Didot 90+2' |                | kartki: · 5' Traoré · 45+2' Lea Siliki · 62' Danzé · 66', 66' Khazri · 89' Figueiredo |                                                                               |

| 14 października 2017 20:00 | Lille OSC · Araujo 12' · Mendes 74' | 2:2(1:1)Raport | Troyes · 3' Darbion · 90+3' (k.) Niane | Stade Pierre-Mauroy, Villeneuve-d’Ascq Widzów: 29 518 Sędzia: Hakim Ben El Hadj (Rodan-Alpy) |
|                            | kartki: · Pépé 66' · Ié 90+1'       |                | kartki: · 50' Dingomé · 69' Traoré     |                                                                                              |

| 14 października 2017 20:00 | AS Saint-Étienne · Pajot 74' · Cafú 85' (sam.) · Maïga 90+5' | 3:1(0:1)Raport | FC Metz · 21' Diagne | Stade Geoffroy-Guichard, Saint-Étienne Widzów: 24 613 Sędzia: Olivier Thual (Akwitania) |
|                            | kartki: · Hamouma 45+1' · Dabo 90+2'                         |                | kartki: · 21' Diagne |                                                                                         |

| 14 października 2017 20:00 | Toulouse FC · Delort 40' | 1:0(1:0)Raport | Amiens SC                                                             | Stadium Municipal, Tuluza Widzów: 15 308 Sędzia: François Letexier (Bretania) |
|                            | kartki: · Sanogo 88'     |                | kartki: · 22' El Hajjam · 45' Ngosso · 67', 90+5' Gouano · 87' Adenon |                                                                               |

| 15 października 2017 15:00 | Girondins Bordeaux · Malcom 47'                         | 1:1(0:1)Raport | FC Nantes · 45+2' Nakoulma          | Stade Matmut-Atlantique, Bordeaux Widzów: 31 048 Sędzia: Karim Abed (Méditerranée) |
|                            | kartki: · Pellenard 24' · de Préville 26' · Lewczuk 84' |                | kartki: · 19' Krhin · 79' Thomasson |                                                                                    |

| 15 października 2017 17:00 | Montpellier HSC · Sessègnon 55' · Mbenza 74'       | 2:0(0:0)Raport | OGC Nice            | Stade de la Mosson, Montpellier Widzów: 14 374 Sędzia: Jérôme Brisard (Maine) |
|                            | kartki: · Roussillon 61' · Mbenza 76' · Hilton 87' |                | kartki: · 33' Dante |                                                                               |

| 15 października 2017 21:00 | RC Strasbourg · Aholou 31' · Koné 61' · Liénard 75' | 3:3(1:1)Raport | Olympique Marsylia · 6' Payet · 48' Sanson · 88' Mitroglu | Stade de la Meinau, Strasburg Widzów: 26 015 Sędzia: Antony Gautier (Nord-Pas-de-Calais) |
|                            | kartki: · Liénard 30' · Aholou 67' · Kamara 89'     |                | kartki: · 62' Amavi · 67' Thauvin · 89' Sanson            |                                                                                          |

### 10. kolejka (20 października – 22 października)
| 20 października 2017 20:45 | AS Saint-Étienne                    | 0:1(0:1)Raport | Montpellier HSC · 21' Mbenza                    | Stade Geoffroy-Guichard, Saint-Étienne Widzów: 24 004 Sędzia: Frank Schneider (Alzacja) |
|                            | kartki: · Hamouma 73' · Lacroix 85' |                | kartki: · 53' Skhiri · 68' Congré · 90+1' Lasne |                                                                                         |

| 21 października 2017 17:00 | AS Monaco · Baldé 21' · Falcao 59' (k.)          | 2:0(1:0)Raport | SM Caen                            | Stadion Ludwika II, Monako Widzów: 8 040 Sędzia: Thomas Leonard (Lotaryngia) |
|                            | kartki: · Baldé 63' · Fabinho 67' · Jemerson 86' |                | kartki: · 50' Guilbert · 62' Féret |                                                                              |

| 21 października 2017 20:00 | Amiens SC · Ngosso 64'                          | 1:0(0:0)Raport | Girondins Bordeaux    | Stade de la Licorne, Amiens Widzów: 11 068 Sędzia: Sébastien Desiage (Rodan-Alpy) |
|                            | kartki: · Kakuta 32' · Gurtner 74' · Ielsch 87' |                | kartki: · 37' Lerager |                                                                                   |

| 21 października 2017 20:00 | Angers SCO                          | 0:1(0:1)Raport | Toulouse FC · 38' Diop                                          | Stade Raymond-Kopa, Angers Widzów: 11 001 Sędzia: Johan Hamel (Langwedocja-Roussillon) |
|                            | kartki: · Crivelli 70' · Andreu 74' |                | kartki: · 20' Jullien · 60' Imbula · 67' Somália · 90+1' Lafont |                                                                                        |

| 21 października 2017 20:00 | FC Metz · Roux 45'              | 1:2(1:1)Raport | Dijon FCO · 10' Varrault · 50' Sliti | Stade Municipal Saint-Symphorien, Metz Widzów: 14 748 Sędzia: Mikael Lesage (Dolna Normandia) |
|                            | kartki: · Roux 56' · Diagne 70' |                | kartki: · 41' Sliti · 85' Haddadi    |                                                                                               |

| 21 października 2017 20:00 | FC Nantes · Awaziem 9' · Touré 86'              | 2:1(1:0)Raport | EA Guingamp · 70' Camara | Stade de la Beaujoire, Nantes Widzów: 27 711 Sędzia: Amaury Delerue (Akwitania) |
|                            | kartki: · Nakoulma 43' · Touré 49' · Carlos 71' |                | kartki: · 26' Kerbrat    |                                                                                 |

| 21 października 2017 20:00 | Stade Rennes · Bourigeaud 6' | 1:0(1:0)Raport | Lille OSC                                           | Roazhon Park, Rennes Widzów: 21 852 Sędzia: Olivier Thual (Akwitania) |
|                            | kartki: · Bensebaini 78'     |                | kartki: · 20' Mendes · 38' Ballo-Touré · 85' Mendyl |                                                                       |

| 22 października 2017 15:00 | OGC Nice · Lees Melou 54' (k.) | 1:2(0:1)Raport | RC Strasbourg · 23', 49' da Costa | Allianz Riviera, Nicea Widzów: 23 595 Sędzia: Nicolas Rainville (Langwedocja-Roussillon) |
|                            |                                |                | kartki: · 53' Seka · 58' Liénard  |                                                                                          |

| 22 października 2017 17:00 | Troyes                                             | 0:5(0:1)Raport | Olympique Lyon · 21' Traoré · 48', 65', 70' (k.) Depay · 90' Díaz | Stade de l’Aube, Troyes Widzów: 14 722 Sędzia: François Letexier (Bretania) |
|                            | kartki: · Grandsir 18' · Dingomé 59' · Hérelle 69' |                | kartki: · 15' Morel · 33' Rafael                                  |                                                                             |

| 22 października 2017 21:00 | Olympique Marsylia · Gustavo 16' · Thauvin 78'                | 2:2(1:1)Raport | Paris Saint-Germain · 33' Neymar · 90+3' Cavani | Stade Vélodrome, Marsylia Widzów: 60 410 Sędzia: Ruddy Buquet (Pikardia) |
|                            | kartki: · Mitroglu 45' · Sakai 52' · Ocampos 87' · Sanson 90' |                | kartki: · 54' Mbappé · 85', 87' Neymar          |                                                                          |

### 11. kolejka (27 października – 29 października)
| 27 października 2017 20:45 | Paris Saint-Germain · Cavani 3', 31' · Dante 52' (sam.) | 3:0(2:0)Raport | OGC Nice | Parc des Princes, Paryż Widzów: 47 224 Sędzia: Tony Chapron (Rodan-Alpy) |
|                            |                                                         |                |          |                                                                          |

| 28 października 2017 17:00 | Girondins Bordeaux             | 0:2(0:0)Raport | AS Monaco · 57' Baldé · 65' Lemar | Stade Matmut-Atlantique, Bordeaux Widzów: 28 831 Sędzia: Antony Gautier (Nord-Pas-de-Calais) |
|                            | kartki: · Vada 67' · Mendy 87' |                |                                   |                                                                                              |

| 28 października 2017 20:00 | SM Caen · Rodelin 30'  | 1:0(1:0)Raport | Troyes                                                | Stade Michel d’Ornano, Caen Widzów: 16 908 Sędzia: Jérôme Miguelgorry (Akwitania) |
|                            | kartki: · Guilbert 37' |                | kartki: · 26' Traoré · 51' Vizcarrondo · 70' Cordoval |                                                                                   |

| 28 października 2017 20:00 | Dijon FCO · Tavares 21'                              | 1:0(1:0)Raport | FC Nantes                                   | Stade Gaston Gérard, Dijon Widzów: 11 764 Sędzia: Hakim Ben El Hadj (Rodan-Alpy) |
|                            | kartki: · Amalfitano 60' · Yambéré 65' · Haddadi 90' |                | kartki: · 71' Touré · 86' Sala · 90' Dubois |                                                                                  |

| 28 października 2017 20:00 | EA Guingamp · Diallo 44' | 1:1(1:1)Raport | Amiens SC · 22' El Hajjam                                      | Stade du Roudourou, Guingamp Widzów: 13 809 Sędzia: Johan Hamel (Langwedocja-Roussillon) |
|                            | kartki: · Blas 78'       |                | kartki: · 5' Adenon · 16', 58' Gouano · 31' Gakpé · 85' Konaté |                                                                                          |

| 28 października 2017 20:00 | Montpellier HSC                                               | 0:1(0:0)Raport | Stade Rennes · 59' Llamas               | Stade de la Mosson, Montpellier Widzów: 11 790 Sędzia: Benoît Bastien (Lotaryngia) |
|                            | kartki: · Aguilar 4' · Skhiri 55' · Mbenza 61' · Congré 90+6' |                | kartki: · 25' Maouassa · 66' Bourigeaud |                                                                                    |

| 28 października 2017 20:00 | RC Strasbourg · Lala 28' (k.) · Terrier 77'        | 2:2(1:0)Raport | Angers SCO · 68' Toko Ekambi · 75' Sunu | Stade de la Meinau, Strasburg Widzów: 25 011 Sędzia: Karim Abed (Méditerranée) |
|                            | kartki: · Terrier 57' · Gonçalves 64' · Kamara 89' |                | kartki: · 7' Pavlović · 33' Santamaria  |                                                                                |

| 29 października 2017 15:00 | Olympique Lyon · Fekir 6', 20' | 2:0(2:0)Raport | FC Metz                                          | Parc OL, Décines-Charpieu Widzów: 53 921 Sędzia: Benoît Millot (Île-de-France) |
|                            |                                |                | kartki: · 42' Cafú · 48' Philipps · 62' Rivierez |                                                                                |

| 29 października 2017 17:00 | Toulouse FC                            | 0:0Raport | AS Saint-Étienne                                             | Stadium Municipal, Tuluza Widzów: 15 062 Sędzia: Jérôme Brisard (Maine) |
|                            | kartki: · Jullien 45+1' · Toivonen 79' |           | kartki: · 35' M’Bengue · 66' Maïga · 74' Théophile-Catherine |                                                                         |

| 29 października 2017 21:00 | Lille OSC                     | 0:1(0:1)Raport | Olympique Marsylia · 5' Sanson              | Stade Pierre-Mauroy, Villeneuve-d’Ascq Widzów: 43 948 Sędzia: François Letexier (Bretania) |
|                            | kartki: · Ié 70' · Mendes 84' |                | kartki: · 10' Evra · 45' Gustavo · 51' Rami |                                                                                            |

### 12. kolejka (3 listopada – 5 listopada)
| 3 listopada 2017 20:45 | Stade Rennes · Toulalan 12' (sam.) | 1:0(1:0)Raport | Girondins Bordeaux                                                                 | Roazhon Park, Rennes Widzów: 24 547 Sędzia: Ruddy Buquet (Pikardia) |
|                        | kartki: · André 43' · Khazri 80'   |                | kartki: · 41' Otávio · 47' Kamano · 68' de Préville · 70' Jovanović · 90' Sankharé |                                                                     |

| 4 listopada 2017 17:00 | Angers SCO         | 0:5(0:3)Raport | Paris Saint-Germain · 5', 84' Mbappé · 14' Draxler · 30', 60' Cavani | Stade Raymond-Kopa, Angers Widzów: 12 381 Sędzia: Benoît Bastien (Lotaryngia) |
|                        | kartki: · Sunu 41' |                | kartki: · 75' Mbappé · 80' Verratti · 90+1' Kimpembe                 |                                                                               |

| 4 listopada 2017 20:00 | AS Monaco · Carrillo 10', 77' · Traoré 27', 75' · Baldé 36' · Fabinho 45+1' (k.) | 6:0(4:0)Raport | EA Guingamp         | Stadion Ludwika II, Monako Widzów: 7 066 Sędzia: Mikael Lesage (Dolna Normandia) |
|                        | kartki: · Touré 70'                                                              |                | kartki: · 34' Deaux |                                                                                  |

| 4 listopada 2017 20:00 | Montpellier HSC · Sio 82'          | 1:1(0:0)Raport | Amiens SC · 88' Avelar | Stade de la Mosson, Montpellier Widzów: 10 149 Sędzia: Stéphane Jochem (Paryż) |
|                        | kartki: · Mukiele 70' · Mendes 90' |                | kartki: · 85' Adenon   |                                                                                |

| 4 listopada 2017 20:00 | FC Nantes · Thomasson 16' · Sala 67' | 2:1(1:0)Raport | Toulouse FC · 60' Blin                                 | Stade de la Beaujoire, Nantes Widzów: 21 390 Sędzia: Antony Gautier (Nord-Pas-de-Calais) |
|                        | kartki: · Krhin 40' · Iloki 57'      |                | kartki: · 4' Yago · 31' Imbula · 55' Sanogo · 58' Diop |                                                                                          |

| 4 listopada 2017 20:00 | Troyes · Suk 48' · Khaoui 55' · Niane 90+3'        | 3:0(0:0)Raport | RC Strasbourg                        | Stade de l’Aube, Troyes Widzów: 10 260 Sędzia: Thomas Leonard (Lotaryngia) |
|                        | kartki: · Khaoui 23' · Confais 77' · Ben Saada 90' |                | kartki: · 26' Terrier · 31' da Costa |                                                                            |

| 5 listopada 2017 15:00 | OGC Nice · Balotelli 40'               | 1:0(1:0)Raport | Dijon FCO          | Allianz Riviera, Nicea Widzów: 18 987 Sędzia: Olivier Thual (Akwitania) |
|                        | kartki: · Koziello 47' · Balotelli 89' |                | kartki: · 66' Xeka |                                                                         |

| 5 listopada 2017 17:00 | Olympique Marsylia · Gustavo 43' · Thauvin 47', 81' · Sanson 52' · Mitroglu 76' | 5:0(1:0)Raport | SM Caen | Orange Vélodrome, Marsylia Widzów: 47 687 Sędzia: Nicolas Rainville (Langwedocja-Roussillon) |
|                        |                                                                                 |                |         |                                                                                              |

| 5 listopada 2017 17:00 | FC Metz                                         | 0:3(0:1)Raport | Lille OSC · 45+2' (k.), 87' Pépé · 67' Bahlouli | Stade Municipal Saint-Symphorien, Metz Widzów: 12 506 Sędzia: Jérôme Brisard (Maine) |
|                        | kartki: · Cohade 33' · Nguette 37' · Balliu 86' |                | kartki: · 35' Bahlouli · 44' Araujo             |                                                                                      |

| 5 listopada 2017 21:00 | AS Saint-Étienne                   | 0:5(0:2)Raport | Olympique Lyon · 11' Depay · 26', 85' Fekir · 58' Díaz · 65' Traoré | Stade Geoffroy-Guichard, Saint-Étienne Widzów: 38 993 Sędzia: Clément Turpin (Burgundia) |
|                        | kartki: · Lacroix 47' · Selnæs 60' |                | kartki: · 54' Tousart · 85' Fekir                                   |                                                                                          |

### 13. kolejka (17 listopada – 19 listopada)
| 17 listopada 2017 19:00 | Lille OSC · Pépé 20' · Mendes 71' · Ponce 89' | 3:1(1:1)Raport | AS Saint-Étienne · 45' (k.) Bamba                    | Stade Pierre-Mauroy, Villeneuve-d’Ascq Widzów: 28 019 Sędzia: Johan Hamel (Langwedocja-Roussillon) |
|                         | kartki: · Malcuit 25' · Ballo-Touré 81'       |                | kartki: · 12' Perrin · 19' Pierre-Gabriel · 76' Dabo | |

| 17 listopada 2017 20:45 | Amiens SC · Gakpé 31'             | 1:1(1:0)Raport | AS Monaco · 67' Jovetić                         | Stade de la Licorne, Amiens Widzów: 9 198 Sędzia: Jérôme Miguelgorry (Akwitania) |
|                         | kartki: · Zungu 2' · Konaté 90+3' |                | kartki: · 21' Jemerson · 76' Glik · 90+3' Jorge |                                                                                  |

| 18 listopada 2017 17:00 | Paris Saint-Germain · Cavani 38', 79' · Di María 42' · Pastore 65' | 4:1(2:0)Raport | FC Nantes · 60' Nakoulma                         | Parc des Princes, Paryż Widzów: 47 680 Sędzia: Nicolas Rainville (Langwedocja-Roussillon) |
|                         | kartki: · Berchiche 49' · Verratti 74'                             |                | kartki: · 49' Pallois · 63' Awaziem · 65' Djidji |                                                                                           |

| 18 listopada 2017 20:00 | Dijon FCO · Tavares 29', 46' · Kwon 50' | 3:1(1:1)Raport | Troyes · 18' Suk  | Stade Gaston Gérard, Dijon Widzów: 10 227 Sędzia: Frank Schneider (Alzacja) |
|                         | kartki: · Kwon 9'                       |                | kartki: · 38' Suk |                                                                             |

| 18 listopada 2017 20:00 | EA Guingamp · Camara 14'                            | 1:1(1:1)Raport | Angers SCO · 28' Andreu                                            | Stade du Roudourou, Guingamp Widzów: 13 849 Sędzia: Jérôme Brisard (Maine) |
|                         | kartki: · Deaux 11', 61' · Thuram 26' · Tabanou 43' |                | kartki: · 17' Pavlović · 53' Crivelli · 58' Toko Ekambi · 89' Sunu |                                                                            |

| 18 listopada 2017 20:00 | RC Strasbourg · Blayac 28' · Bahoken 82' | 2:1(1:0)Raport | Stade Rennes · 88' Hunou | Stade de la Meinau, Strasburg Widzów: 22 707 Sędzia: Tony Chapron (Rodan-Alpy) |
|                         | kartki: · Bahoken 61'                    |                | kartki: · 63' Amalfitano |                                                                                |

| 18 listopada 2017 20:00 | Toulouse FC                    | 0:0Raport | FC Metz                                                      | Stadium Municipal, Tuluza Widzów: 15 656 Sędzia: Hakim Ben El Hadj (Rodan-Alpy) |
|                         | kartki: · Blin 39' · Amian 72' |           | kartki: · 17' Niakhate · 23' Diagne · 41' Dossevi · 51' Roux |                                                                                 |

| 19 listopada 2017 15:00 | SM Caen · Rodelin 90+2'          | 1:1(0:1)Raport | OGC Nice · 40' Lees Melou                     | Stade Michel d’Ornano, Caen Widzów: 15 144 Sędzia: Sébastien Desiage (Rodan-Alpy) |
|                         | kartki: · Sankoh 25' · Djiku 81' |                | kartki: · 55' Tameze · 75' Benítez · 78' Pléa |                                                                                   |

| 19 listopada 2017 17:00 | Olympique Lyon                  | 0:0Raport | Montpellier HSC    | Parc OL, Décines-Charpieu Widzów: 47 651 Sędzia: Karim Abed (Méditerranée) |
|                         | kartki: · Tete 23' · Traoré 77' |           | kartki: · 5' Píriz |                                                                            |

| 19 listopada 2017 21:00 | Girondins Bordeaux · de Préville 3'                                | 1:1(1:0)Raport | Olympique Marsylia · 90+4' Sanson | Stade Matmut-Atlantique, Bordeaux Widzów: 37 356 Sędzia: Benoît Millot (Île-de-France) |
|                         | kartki: · de Préville 22' · Lewczuk 65' · Kamano 67' · Lerager 73' |                | kartki: · 45' Thauvin · 54' Lopez |                                                                                        |

### 14. kolejka (24 listopada – 26 listopada)
| 24 listopada 2017 20:45 | AS Saint-Étienne · Hernani 41' · Monnet-Paquet 56'          | 2:2(1:1)Raport | RC Strasbourg · 45' Aholou · 63' (k.) Martin | Stade Geoffroy-Guichard, Saint-Étienne Widzów: 21 282 Sędzia: Benoît Bastien (Lotaryngia) |
|                         | kartki: · Dioussé 10' · Hernani 43' · Pogba 62' · Pajot 82' |                | kartki: · 32' Grimm · 65' Bahoken            |                                                                                           |

| 24 listopada 2017 17:00 | Stade Rennes · Khazri 51', 88'                      | 2:1(0:0)Raport | FC Nantes · 73' (k.) Sala                                                                 | Roazhon Park, Rennes Widzów: 26 151 Sędzia: Ruddy Buquet (Pikardia) |
|                         | kartki: · Traoré 3' · Lea Siliki 67' · Khazri 90+4' |                | kartki: · 31' Nakoulma · 40' Dubois · 51', 57' Pallois · 59' Diego Carlos · 82' Thomasson |                                                                     |

| 24 listopada 2017 20:00 | SM Caen · Santini 23'                | 1:0(1:0)Raport | Girondins Bordeaux                                                 | Stade Michel d’Ornano, Caen Widzów: 15 275 Sędzia: Karim Abed (Méditerranée) |
|                         | kartki: · Genevois 62' · Mbengue 68' |                | kartki: · 45' Sabaly · 83' Pellenard · 88' Mendy · 90+4' Jovanović |                                                                              |

| 24 listopada 2017 20:00 | Dijon FCO · Kwon 42' · Xeka 57' · Saïd 64'   | 3:1(1:0)Raport | Toulouse FC · 71' Delort         | Stade Gaston Gérard, Dijon Widzów: 10 123 Sędzia: Stéphane Jochem (Paryż) |
|                         | kartki: · Yambéré 7' · Xeka 48' · Rosier 79' |                | kartki: · 16' Jullien · 34' Blin |                                                                           |

| 24 listopada 2017 20:00 | FC Metz            | 0:2(0:1)Raport | Amiens SC · 29' Konaté · 66' Zungu | Stade Municipal Saint-Symphorien, Metz Widzów: 15 079 Sędzia: Antony Gautier (Nord-Pas-de-Calais) |
|                         | kartki: · Roux 71' |                |                                    |                                                                                                   |

| 24 listopada 2017 20:00 | Montpellier HSC · Roussillon 5' · Sio 26' · Ninga 31' | 3:0(3:0)Raport | Lille OSC                                                                             | Stade de la Mosson, Montpellier Widzów: 11 370 Sędzia: Thomas Leonard (Lotaryngia) |
|                         | kartki: · Hilton 38'                                  |                | kartki: · 35' Araujo · 45+3' Pépé · 49' Bissouma · 74' Soumaoro · 74' Alonso · 81' Ié |                                                                                    |

| 24 listopada 2017 20:00 | Troyes · Khaoui 12' · Suk 45+3' · Thomas 84' (sam.) | 3:0(2:0)Raport | Angers SCO                                                        | Stade de l’Aube, Troyes Widzów: 8 906 Sędzia: Hakim Ben El Hadj (Rodan-Alpy) |
|                         | kartki: · Traoré 18' · Grandsir 64'                 |                | kartki: · 43' Coulibaly · 45' Crivelli · 62' Mangani · 82' Thomas |                                                                              |

| 26 listopada 2017 15:00 | OGC Nice                                                     | 0:5(0:4)Raport | Olympique Lyon · 5', 38' Depay · 20' Cornet · 27' Díaz · 79' Maolida | Allianz Riviera, Nicea Widzów: 27 542 Sędzia: Frank Schneider (Alzacja) |
|                         | kartki: · Marlon 12', 70' · Seri 22' · Dante 61' · Mendy 74' |                | kartki: · 22' Cornet · 35' Guedes · 86' Ferri                        |                                                                         |

| 26 listopada 2017 17:00 | Olympique Marsylia · Thauvin 31'    | 1:0(1:0)Raport | EA Guingamp                           | Orange Vélodrome, Marsylia Widzów: 43 563 Sędzia: Amaury Delerue (Akwitania) |
|                         | kartki: · Payet 71' · Abdennour 75' |                | kartki: · 30' Tabanou · 82' Eboa Eboa |                                                                              |

| 26 listopada 2017 21:00 | AS Monaco · Moutinho 81'                      | 1:2(0:1)Raport | Paris Saint-Germain · 19' Cavani · 52' (k.) Neymar               | Stadion Ludwika II, Monako Widzów: 16 588 Sędzia: François Letexier (Bretania) |
|                         | kartki: · Jorge 9' · Jemerson 30' · Touré 51' |                | kartki: · 25' Kurzawa · 45' Neymar · 90' Alves · 90+2' Berchiche |                                                                                |

### 15. kolejka (28 listopada – 29 listopada)
| 28 listopada 2017 19:00 | Amiens SC · Kakuta 3' · Cornette 50' | 2:1(1:1)Raport | Dijon FCO · 15' Kwon                            | Stade de la Licorne, Amiens Widzów: 8 693 Sędzia: Karim Abed (Méditerranée) |
|                         |                                      |                | kartki: · 78' Abeid · 89' Haddadi · Sammaritano |                                                                             |

| 28 listopada 2017 19:00 | RC Strasbourg      | 0:0Raport | SM Caen                            | Stade de la Meinau, Strasburg Widzów: 22 175 Sędzia: Stéphane Jochem (Paryż) |
|                         | kartki: · Koné 80' |           | kartki: · 24' Djiku · 29' Genevois |                                                                              |

| 28 listopada 2017 21:00 | Girondins Bordeaux · Mendy 5', 57' · Malcom 31' | 3:0(2:0)Raport | AS Saint-Étienne                | Stade Matmut-Atlantique, Bordeaux Widzów: 21 115 Sędzia: Mikael Lesage (Dolna Normandia) |
|                         | kartki: · Cafu 34'                              |                | kartki: · 38' Pajot · 64' Janko |                                                                                          |

| 29 listopada 2017 19:00 | Angers SCO · Toko Ekambi 37' | 1:2(1:0)Raport | Stade Rennes · 51' Hunou · 84' André | Stade Raymond-Kopa, Angers Widzów: 10 364 Sędzia: Nicolas Rainville (Langwedocja-Roussillon) |
|                         |                              |                | kartki: · 43' Traoré                 |                                                                                              |

| 29 listopada 2017 19:00 | EA Guingamp             | 0:0Raport | Montpellier HSC                               | Stade du Roudourou, Guingamp Widzów: 13 578 Sędzia: Olivier Thual (Akwitania) |
|                         | kartki: · Salibur 90+3' |           | kartki: · 31' Sio · 61' Mendes · 90+3' Mbenza |                                                                               |

| 29 listopada 2017 19:00 | Olympique Lyon · Díaz 36' | 1:2(1:2)Raport | Lille OSC · 21' Mendes · 40' Ponce | Parc OL, Décines-Charpieu Widzów: 31 679 Sędzia: Jérôme Miguelgorry (Akwitania) |
|                         |                           |                | kartki: · 46' Ballo-Touré          |                                                                                 |

| 29 listopada 2017 19:00 | FC Metz             | 0:3(0:2)Raport | Olympique Marsylia · 18' Thauvin · 36' Gustavo · 71' Ocampos | Stade Municipal Saint-Symphorien, Metz Widzów: 18 046 Sędzia: Tony Chapron (Rodan-Alpy) |
|                         | kartki: · Basin 15' |                |                                                              |                                                                                         |

| 29 listopada 2017 19:00 | FC Nantes · Lima 90+3' | 1:0(0:0)Raport | AS Monaco | Stade de la Beaujoire, Nantes Widzów: 24 800 Sędzia: Benoît Millot (Île-de-France) |
|                         |                        |                |           |                                                                                    |

| 29 listopada 2017 19:00 | Toulouse FC · Delort 3'                                        | 1:2(1:0)Raport | OGC Nice · 80' (k.) Balotelli · 90+1' Srarfi            | Stadium Municipal, Tuluza Widzów: 10 348 Sędzia: Johan Hamel (Langwedocja-Roussillon) |
|                         | kartki: · Moubandje 29' · Cahuzac 75' · Amian 79' · Gradel 90' |                | kartki: · 37', 40' Dante · 48' Le Marchand · 58' Jallet |                                                                                       |

| 29 listopada 2017 21:00 | Paris Saint-Germain · Neymar 73' · Cavani 90' | 2:0(0:0)Raport | Troyes              | Parc des Princes, Paryż Widzów: 40 920 Sędzia: Jérôme Brisard (Maine) |
|                         |                                               |                | kartki: · 59' Niane |                                                                       |

### 16. kolejka (1 grudnia – 3 grudnia)
| 1 grudnia 2017 20:45 | Dijon FCO · Yambéré 34' · Jeannot 52' · Saïd 87' | 3:2(1:2)Raport | Girondins Bordeaux · 13' Cafu · 36' Malcom | Stade Gaston Gérard, Dijon Widzów: 10 631 Sędzia: Benoît Bastien (Lotaryngia) |
|                      | kartki: · Chafik 51' · Jeannot 57'               |                | kartki: · 61' Vada · 90+2' Plašil          |                                                                               |

| 2 grudnia 2017 17:00 | RC Strasbourg · da Costa 13' · Bahoken 65'                          | 2:1(1:1)Raport | Paris Saint-Germain · 42' Mbappé                        | Stade de la Meinau, Strasburg Widzów: 25 327 Sędzia: Ruddy Buquet (Pikardia) |
|                      | kartki: · da Costa 50' · Saadi 90+2' · Liénard 90+2' · Martin 90+8' |                | kartki: · 44' Berchiche · 90+6' Neymar · 90+8' Kimpembe |                                                                              |

| 2 grudnia 2017 20:00 | Lille OSC · Pépé 63'                  | 1:0(0:0)Raport | Toulouse FC                                  | Stade Pierre-Mauroy, Villeneuve-d’Ascq Widzów: 29 287 Sędzia: Benoît Millot (Île-de-France) |
|                      | kartki: · Soumaoro 45' · Bahlouli 81' |                | kartki: · 49' Boisgard · 61' Blin · 71' Yago |                                                                                             |

| 2 grudnia 2017 20:00 | AS Monaco · Falcao 2'                                | 1:0(1:0)Raport | Angers SCO                                         | Stadion Ludwika II, Monako Widzów: 6 545 Sędzia: Antony Gautier (Nord-Pas-de-Calais) |
|                      | kartki: · N’Doram 49' · Moutinho 87' · Subašić 90+3' |                | kartki: · 47' Mangani · 57' Crivelli · 84' Fulgini |                                                                                      |

| 2 grudnia 2017 20:00 | OGC Nice · Pléa 27' · Balotelli 56' · Saint-Maximin 71' | 3:1(1:1)Raport | FC Metz · 29' Roux                 | Allianz Riviera, Nicea Widzów: 16 383 Sędzia: Mikael Lesage (Dolna Normandia) |
|                      |                                                         |                | kartki: · 38' Balliu · 76' Nguette |                                                                               |

| 2 grudnia 2017 20:00 | Stade Rennes · Khazri 72' · André 84' | 2:0(0:0)Raport | Amiens SC                                                                      | Roazhon Park, Rennes Widzów: 23 051 Sędzia: Thomas Leonard (Lotaryngia) |
|                      | kartki: · Lea Siliki 59'              |                | kartki: · 27' Monconduit · 40' Zungu · 50' Cissokho · 52' Manzala · 56' Avelar |                                                                         |

| 2 grudnia 2017 20:00 | Troyes                                                | 0:1(0:1)Raport | EA Guingamp · 22' Briand | Stade de l’Aube, Troyes Widzów: 9 149 Sędzia: Sébastien Desiage (Rodan-Alpy) |
|                      | kartki: · Hérelle 44' · Bellugou 45+1' · Traoré 90+1' |                | kartki: · 56', 62' Blas  |                                                                              |

| 3 grudnia 2017 15:00 | AS Saint-Étienne · Pajot 38'                              | 1:1(1:0)Raport | FC Nantes · 61' Sala  | Stade Geoffroy-Guichard, Saint-Étienne Widzów: 24 085 Sędzia: François Letexier (Bretania) |
|                      | kartki: · Janko 51' · Lacroix 58' · Selnæs 80' · Dabo 88' |                | kartki: · 72' Awaziem |                                                                                            |

| 3 grudnia 2017 17:00 | SM Caen · Santini 90' | 1:2(0:1)Raport | Olympique Lyon · 10' Cornet · 54' Díaz        | Stade Michel d’Ornano, Caen Widzów: 19 455 Sędzia: Amaury Delerue (Akwitania) |
|                      | kartki: · Mbengue 60' |                | kartki: · 36' Fekir · 59' Díaz · 90+1' Rafael |                                                                               |

| 3 grudnia 2017 21:00 | Montpellier HSC · Sio 29'                                     | 1:1(1:1)Raport | Olympique Marsylia · 45' (k.) Thauvin | Stade de la Mosson, Montpellier Widzów: 19 230 Sędzia: Frank Schneider (Alzacja) |
|                      | kartki: · Lasne 2' · Mukiele 32' · Sessègnon 42' · Mendes 45' |                | kartki: · 20' Payet · 52' Amavi       |                                                                                  |

### 17. kolejka (8 grudnia – 10 grudnia)
| 8 grudnia 2017 20:45 | Girondins Bordeaux                                 | 0:3(0:2)Raport | RC Strasbourg · 2' Bahoken · 38' Liénard · 64' Terrier | Stade Matmut-Atlantique, Bordeaux Widzów: 24 515 Sędzia: Jérôme Brisard (Maine) |
|                      | kartki: · Otávio 11' · Toulalan 57' · Sankharé 59' |                | kartki: · 19' Seka                                     |                                                                                 |

| 9 grudnia 2017 17:00 | Paris Saint-Germain · Di María 28' · Pastore 49' · Mbappé 90+2' | 3:1(1:0)Raport | Lille OSC · 86' El Ghazi        | Parc des Princes, Paryż Widzów: 47 176 Sędzia: Johan Hamel (Langwedocja-Roussillon) |
|                      | kartki: · Verratti 66' · Alves 75'                              |                | kartki: · 78' Benzia · 90+3' Ié |                                                                                     |

| 9 grudnia 2017 20:00 | Angers SCO · Toko Ekambi 56'                      | 1:1(0:0)Raport | Montpellier HSC · 51' Mbenza      | Stade Raymond-Kopa, Angers Widzów: 8 756 Sędzia: Stéphane Jochem (Paryż) |
|                      | kartki: · Capelle 10' · Traoré 32' · Pavlović 83' |                | kartki: · 25' Hilton · 42' Sambia |                                                                          |

| 9 grudnia 2017 20:00 | EA Guingamp · Briand 37' · Salibur 40' · Coco 59' · Kerbrat 66' | 4:0(2:0)Raport | Dijon FCO             | Stade du Roudourou, Guingamp Widzów: 13 825 Sędzia: Mikael Lesage (Dolna Normandia) |
|                      |                                                                 |                | kartki: · 12' Haddadi |                                                                                     |

| 9 grudnia 2017 20:00 | FC Metz · Mollet 41'                           | 1:1(1:0)Raport | Stade Rennes · 87' Mubele                          | Stade Municipal Saint-Symphorien, Metz Widzów: 11 239 Sędzia: Karim Abed (Méditerranée) |
|                      | kartki: · Diagne 5' · Philipps 34' · Niane 73' |                | kartki: · 16' Hunou · 28' Lea Siliki · 56' Gnagnon |                                                                                         |

| 9 grudnia 2017 20:00 | AS Monaco · Deplagne 70' (sam.) · Carrillo 85', 88'       | 3:2(0:1)Raport | Troyes · 25', 50' Suk                                                        | Stadion Ludwika II, Monako Widzów: 8 935 Sędzia: Frank Schneider (Alzacja) |
|                      | kartki: · Glik 21' · Jorge 42' · Falcao 72' · Fabinho 72' |                | kartki: · 7' Suk · 64' Darbion · 72' Hérelle · 72' Niane · 90+3' Vizcarrondo |                                                                            |

| 9 grudnia 2017 20:00 | Toulouse FC · Da Silva 61' (sam.) · Gradel 74' (k.) | 2:0(0:0)Raport | SM Caen                            | Stadium Municipal, Tuluza Widzów: 12 613 Sędzia: Sébastien Moreira (Franche-Comté) |
|                      | kartki: · Diop 13'                                  |                | kartki: · 68' Djiku · 88' Da Silva |                                                                                    |

| 10 grudnia 2017 15:00 | Amiens SC · Gakpé 9'     | 1:2(1:0)Raport | Olympique Lyon · 79', 90+4' Aouar | Stade de la Licorne, Amiens Widzów: 9 130 Sędzia: Olivier Thual (Akwitania) |
|                       | kartki: · Monconduit 27' |                | kartki: · 85' Fekir · 88' Tousart |                                                                             |

| 10 grudnia 2017 17:00 | FC Nantes · Bammou 12'     | 1:2(1:1)Raport | OGC Nice · 42' Pléa · 75' Balotelli                                 | Stade de la Beaujoire, Nantes Widzów: 19 723 Sędzia: Jérôme Miguelgorry (Akwitania) |
|                       | kartki: · Diego Carlos 67' |                | kartki: · 21' Lees Melou · 37' Tameze · 40' Balotelli · 85' Souquet |                                                                                     |

| 10 grudnia 2017 21:00 | Olympique Marsylia · Germain 11', 71' · Ocampos 80' | 3:0(1:0)Raport | AS Saint-Étienne                                      | Orange Vélodrome, Marsylia Widzów: 41 943 Sędzia: Nicolas Rainville (Langwedocja-Roussillon) |
|                       | kartki: · Abdennour 21'                             |                | kartki: · 30' Dabo · 51' Pierre-Gabriel · 60' Lacroix |                                                                                              |

### 18. kolejka (15 grudnia – 17 grudnia)
| 15 grudnia 2017 20:45 | AS Saint-Étienne                  | 0:4(0:2)Raport | AS Monaco · 4' Sidibé · 32' Lemar · 53' Fabinho · 61' Baldé | Stade Geoffroy-Guichard, Saint-Étienne Widzów: 23 107 Sędzia: Amaury Delerue (Akwitania) |
|                       | kartki: · Ruffier 53' · Pajot 73' |                |                                                             |                                                                                          |

| 16 grudnia 2017 17:00 | Stade Rennes · Mubele 53'                          | 1:4(0:2)Raport | Paris Saint-Germain · 4', 76' Neymar · 17' Mbappé · 75' Cavani | Roazhon Park, Rennes Widzów: 29 194 Sędzia: Antony Gautier (Nord-Pas-de-Calais) |
|                       | kartki: · Traoré 32' · André 54', 63' · Khazri 78' |                | kartki: · 42', 89' Kimpembe · 73' Lo Celso                     |                                                                                 |

| 16 grudnia 2017 20:00 | SM Caen                               | 0:0Raport | EA Guingamp                                               | Stade Michel d’Ornano, Caen Widzów: 17 173 Sędzia: Nicolas Rainville (Langwedocja-Roussillon) |
|                       | kartki: · Guilbert 57' · Da Silva 59' |           | kartki: · 12' Diallo · 38' Deaux · 69' Coco · 72' Rebocho |                                                                                               |

| 16 grudnia 2017 20:00 | Dijon FCO · Saïd 12', 17' · Ballo-Touré 35' (sam.) | 3:0(3:0)Raport | Lille OSC            | Stade Gaston Gérard, Dijon Widzów: 10 634 Sędzia: Thomas Leonard (Lotaryngia) |
|                       | kartki: · Marié 80'                                |                | kartki: · 87' Araujo |                                                                               |

| 16 grudnia 2017 20:00 | Montpellier HSC · Roussillon 20' | 1:3(1:1)Raport | FC Metz · 29' Cohade · 84' Rivière · 90+4' Basin | Stade de la Mosson, Montpellier Widzów: 14 055 Sędzia: Benoît Millot (Île-de-France) |
|                       | kartki: · Lasne 80'              |                | kartki: · 66' Rivierez · 76' Roux                |                                                                                      |

| 16 grudnia 2017 20:00 | RC Strasbourg · Martin 25' (k.) · Mangane 52' | 2:1(1:1)Raport | Toulouse FC · 30' Gradel                                      | Stade de la Meinau, Strasburg Widzów: 23 315 Sędzia: Sébastien Desiage (Rodan-Alpy) |
|                       | kartki: · Mangane 29' · Koné 48'              |                | kartki: · 19' Jullien · 23' Gradel · 40' Cahuzac · 59' Imbula |                                                                                     |

| 16 grudnia 2017 20:00 | Troyes · Darbion 78'                                           | 1:0(0:0)Raport | Amiens SC                         | Stade de l’Aube, Troyes Widzów: 14 505 Sędzia: François Letexier (Bretania) |
|                       | kartki: · Azamoum 45+6' · Suk 74' · Deplagne 83' · Niane 90+2' |                | kartki: · 56' Adenon · 76' Konaté |                                                                             |

| 17 grudnia 2017 15:00 | FC Nantes · Sala 24'                      | 1:0(1:0)Raport | Angers SCO                                    | Stade de la Beaujoire, Nantes Widzów: 24 285 Sędzia: Karim Abed (Méditerranée) |
|                       | kartki: · Girotto 13' · Bammou 45+1', 65' |                | kartki: · 9' Thomas · 24' Tait · 63' Crivelli |                                                                                |

| 17 grudnia 2017 17:00 | OGC Nice · Balotelli 36' | 1:0(1:0)Raport | Girondins Bordeaux                    | Allianz Riviera, Nicea Widzów: 22 831 Sędzia: Ruddy Buquet (Pikardia) |
|                       | kartki: · Balotelli 42'  |                | kartki: · 80' Poundje · 82' Jovanović |                                                                       |

| 17 grudnia 2017 21:00 | Olympique Lyon · Fekir 6' · Díaz 51' | 2:0(1:0)Raport | Olympique Marsylia                | Parc OL, Décines-Charpieu Widzów: 57 206 Sędzia: Benoît Bastien (Lotaryngia) |
|                       |                                      |                | kartki: · 26' Rolando · 66' Lopez |                                                                              |

### 19. kolejka (20 grudnia)
| 20 grudnia 2017 20:50 | Amiens SC                                          | 0:1(0:0)Raport | FC Nantes · 90+2' Sala          | Stade de la Licorne, Nantes Widzów: 8 865 Sędzia: Jérôme Brisard (Maine) |
|                       | kartki: · Gouano 13' · Manzala 79' · El Hajjam 86' |                | kartki: · 49' Lima · 89' Dubois |                                                                          |

| 20 grudnia 2017 20:50 | Angers SCO · Toko Ekambi 43', 56' (k.)             | 2:1(1:1)Raport | Dijon FCO · 7' Sliti                            | Stade Raymond-Kopa, Angers Widzów: 8 017 Sędzia: Amaury Delerue (Akwitania) |
|                       | kartki: · Tahrat 32' · Fulgini 45+1' · Mangani 79' |                | kartki: · 24' Saïd · 54' Xeka · 61', 90+1' Lang |                                                                             |

| 20 grudnia 2017 20:50 | Girondins Bordeaux                                | 0:2(0:0)Raport | Montpellier HSC · 71' Ikoné · 90+2' Mbenza | Stade Matmut-Atlantique, Bordeaux Widzów: 16 429 Sędzia: Sébastien Desiage (Rodan-Alpy) |
|                       | kartki: · Pellenard 28' · Malcom 56' · Plašil 86' |                | kartki: · 16' Sio · 51' Píriz · 79' Skhiri |                                                                                         |

| 20 grudnia 2017 20:50 | EA Guingamp · Benezet 70' · Briand 90+4'         | 2:1(0:0)Raport | AS Saint-Étienne · 67' Hernani                    | Stade du Roudourou, Guingamp Widzów: 14 165 Sędzia: Johan Hamel (Langwedocja-Roussillon) |
|                       | kartki: · Deaux 44' · Benezet 88' · Briand 90+5' |                | kartki: · 17' Dabo · 24' Søderlund · 29' M’Bengue |                                                                                          |

| 20 grudnia 2017 20:50 | Lille OSC · El Ghazi 68'    | 1:1(0:1)Raport | OGC Nice · 38' Srarfi                                          | Stade Pierre-Mauroy, Villeneuve-d’Ascq Widzów: 26 450 Sędzia: Frank Schneider (Alzacja) |
|                       | kartki: · Maia 19' · Ié 44' |                | kartki: · 54' Marlon · 61' Srarfi · 80' Mendy · 90+3' Koziello |                                                                                         |

| 20 grudnia 2017 20:50 | Olympique Marsylia · Payet 31' · Gustavo 66' · Germain 84' | 3:1(1:1)Raport | Troyes · 14' Pelé | Orange Vélodrome, Marsylia Widzów: 37 949 Sędzia: Olivier Thual (Akwitania) |
|                       | kartki: · Thauvin 54'                                      |                |                   |                                                                             |

| 20 grudnia 2017 20:50 | FC Metz · Mollet 61' · Roux 70' · Rivière 83'                     | 3:0(0:0)Raport | RC Strasbourg      | Stade Municipal Saint-Symphorien, Metz Widzów: 16 874 Sędzia: Clément Turpin (Burgundia) |
|                       | kartki: · Palmieri 52' · Niakhate 54' · Mollet 62' · Rivierez 76' |                | kartki: · 63' Lala |                                                                                          |

| 20 grudnia 2017 20:50 | AS Monaco · Falcao 20' · Baldé 81'              | 2:1(1:0)Raport | Stade Rennes · 59' (k.) Khazri    | Stadion Ludwika II, Monako Widzów: 7 542 Sędzia: Benoît Bastien (Lotaryngia) |
|                       | kartki: · Sidibé 58' · Fabinho 63' · Glik 90+1' |                | kartki: · 48' Gelin · 88' Gnagnon |                                                                              |

| 20 grudnia 2017 20:50 | Paris Saint-Germain · Cavani 21' · Mbappé 57' · Berchiche 81' | 3:1(1:0)Raport | SM Caen · 90' (k.) Santini            | Parc des Princes, Paryż Widzów: 47 490 Sędzia: Karim Abed (Méditerranée) |
|                       | kartki: · Berchiche 19' · Silva 90'                           |                | kartki: · 13' Peeters · 36' Delaplace |                                                                          |

| 20 grudnia 2017 20:50 | Toulouse FC · Gradel 90+6' (k.)                 | 1:2(0:1)Raport | Olympique Lyon · 24' (k.) Fekir · 90+3' Rafael | Stadium Municipal, Tuluza Widzów: 15 853 Sędzia: François Letexier (Bretania) |
|                       | kartki: · Lafont 23' · Imbula 55' · Sangaré 72' |                | kartki: · 43' Díaz · 74' Ferri                 |                                                                               |

## Tabela rundy jesiennej
| Lp. | Drużyna             | M  | Z  | R | P  | Bramki | Bramki | Różn. | Pkt | Uwagi                                         | Bezpośrednio |
| --- | ------------------- | -- | -- | - | -- | ------ | ------ | ----- | --- | --------------------------------------------- | ------------ |
| 1   | Paris Saint-Germain | 19 | 16 | 2 | 1  | 58     | 15     | +43   | 50  | Liga Mistrzów UEFA • Faza grupowa             |              |
| 2   | AS Monaco           | 19 | 13 | 2 | 4  | 46     | 19     | +27   | 41  | Liga Mistrzów UEFA • Faza grupowa             |              |
| 3   | Olympique Lyon      | 19 | 12 | 5 | 2  | 46     | 20     | +26   | 41  | Liga Mistrzów UEFA • III runda kwalifikacyjna |              |
| 4   | Olympique Marsylia  | 19 | 11 | 5 | 3  | 38     | 22     | +16   | 38  | Liga Europy UEFA • Faza grupowa               |              |
| 5   | FC Nantes           | 19 | 10 | 3 | 6  | 18     | 18     | 0     | 33  | Liga Europy UEFA • II runda kwalifikacyjna    |              |
| 6   | OGC Nice            | 19 | 8  | 3 | 8  | 24     | 29     | −5    | 27  |                                               |              |
| 7   | Montpellier HSC     | 19 | 6  | 8 | 5  | 17     | 13     | +4    | 26  |                                               |              |
| 8   | EA Guingamp         | 19 | 7  | 5 | 7  | 21     | 24     | −3    | 26  |                                               |              |
| 9   | Stade Rennes        | 19 | 7  | 4 | 8  | 24     | 26     | −2    | 25  |                                               |              |
| 10  | Dijon FCO           | 19 | 7  | 3 | 9  | 28     | 33     | −5    | 24  |                                               |              |
| 11  | RC Strasbourg       | 19 | 6  | 6 | 7  | 24     | 31     | −7    | 24  |                                               |              |
| 12  | SM Caen             | 19 | 7  | 3 | 9  | 12     | 21     | −9    | 24  |                                               |              |
| 13  | Amiens SC           | 19 | 6  | 3 | 10 | 16     | 21     | −5    | 21  |                                               |              |
| 14  | Troyes              | 19 | 6  | 3 | 10 | 20     | 27     | −7    | 21  |                                               |              |
| 15  | Girondins Bordeaux  | 19 | 5  | 5 | 9  | 22     | 29     | −7    | 20  |                                               |              |
| 16  | AS Saint-Étienne    | 19 | 5  | 5 | 9  | 18     | 33     | −15   | 20  |                                               |              |
| 17  | Toulouse FC         | 19 | 5  | 4 | 10 | 18     | 27     | −9    | 19  |                                               |              |
| 18  | Lille OSC           | 19 | 5  | 4 | 10 | 17     | 30     | −13   | 19  | Baraże o Ligue 1                              |              |
| 19  | Angers SCO          | 19 | 3  | 9 | 7  | 21     | 29     | −8    | 18  | Spadek do 2018/2019 Ligue 2                   |              |
| 20  | FC Metz             | 19 | 3  | 2 | 14 | 13     | 34     | −21   | 11  | Spadek do 2018/2019 Ligue 2                   |              |